# Marley Aké
Pour les articles homonymes, voir Aké.
Marley Aké, né le 5 janvier 2001 à Béziers, est un footballeur français qui évolue au poste d'ailier gauche à l'Yverdon-Sport FC.

## Biographie

### En club
Passé par le MHSC puis l'AS Béziers, c'est avec ces derniers que Marley Aké s'impose comme un jeune attaquant très prometteur, lui valant une arrivée dans le centre de formation de l'Olympique de Marseille à l'été 2018. Il fait ses premiers pas dans le football senior avec  la réserve marseillaise qui évolue en National 2 lors de la saison 2018-2019. Aké dispute trente matchs de championnat et inscrit sept buts durant cet exercice.
Après avoir fait ses débuts professionnels avec Marseille le 29 septembre 2019 contre Rennes, il intègre la rotation de l'effectif effectuée par André Villas-Boas dans la deuxième partie de cette saison 2019-2020 qui verra les Marseillais finir à la deuxième place du championnat.
Décisif à plusieurs reprises lors des derniers matchs avant la fin précoce de cette saison, il se met également en avant lors des matchs amicaux à l'été 2020, notamment contre le Bayern Munich, alors à quelques matchs d'un nouveau titre européen,.
Le 28 janvier 2021, Aké signe un contrat à la Juventus jusqu'en 2025 contre huit millions d'euros, Franco Tongya rejoignant l’OM pour la même indemnité.
Lors du mercato hivernal de 2023, Aké arrive en prêt jusqu'à la fin de la saison au Dijon FCO, club de Ligue 2. Le 3 février 2023, il joue son premier match en remplaçant Walid Nassi (en) face à Niort, au cours d'une défaite 0-1 au Stade Gaston-Gérard. Entré en jeu en milieu de première période à la suite de la blessure de Valentin Jacob, Aké inscrit son premier but en professionnel le 1er mai contre le FC Sochaux qui contribue à un succès 0-2 à l'extérieur, important pour le maintien. L'attaquant joue un total de quatorze matchs au cours desquels il inscrit trois buts. Cependant, Dijon termine la saison à la dix-huitième place du classement, synonyme de relégation en National.
De retour à la Juventus à l'été 2023, Aké ne fait toujours pas partie des plans de la Vieille Dame qui le prête avec option d'achat à l'Udinese Calcio, club de Serie A. Après être resté sur la banc à sept reprises, Aké joue son premier match de championnat le 6 octobre contre Empoli où il remplace Hassane Kamara à la 82e minute de jeu. Il ne parvient pas à s'imposer, cumulant un match de Serie A et deux matchs de Coupe d'Italie à l'issue de la première partie de saison, et n'étant plus convoqué en championnat depuis le mois de décembre. Face à cet échec, la Juventus et l'Udinese se mettent d'accord pour stopper son prêt le 18 janvier 2024.
Le même jour, Aké est officiellement prêté, avec option d'achat, au club suisse du Yverdon-Sport FC pour le reste de la saison. Le Français avait rejoint Yverdon dix jours auparavant pour prendre part au stage d'entraînement du club en Tunisie. Le 23 janvier 2024, Aké est titularisé d'emblée pour ses débuts lors de la 19e journée de Super League face au FC Lucerne, Yverdon s'imposant à domicile sur le score de 2-1,.

### En sélection
En sélection jeunes, Aké dispute une rencontre avec les moins de 19 ans français le 11 octobre 2019 contre la Belgique.

## Statistiques
| Saison                | Club                        | Championnat           | Championnat | Championnat | Championnat | Coupe nationale | Coupe nationale | Coupe nationale | Coupe de la Ligue | Coupe de la Ligue | Coupe de la Ligue | Compétition(s) continentale(s) | Compétition(s) continentale(s) | Compétition(s) continentale(s) | Compétition(s) continentale(s) | Autres compétitions | Autres compétitions | Autres compétitions | Autres compétitions | Total | Total | Total |
| Saison                | Club                        | Division              | M.          | B.          | P.d.        | M.              | B.              | P.d.            | M.                | B.                | P.d.              | Comp.                          | M.                             | B.                             | P.d.                           | Comp.               | M.                  | B.                  | P.d.                | M.    | B.    | P.d.  |
| 2018-2019             | Olympique de Marseille rés. | National 2            | 30          | 7           | 3           | -               | -               | -               | -                 | -                 | -                 | -                              | -                              | -                              | -                              | -                   | -                   | -                   | -                   | 30    | 7     | 3     |
| 2019-2020             | Olympique de Marseille rés. | National 2            | 7           | 7           | 2           | -               | -               | -               | -                 | -                 | -                 | -                              | -                              | -                              | -                              | -                   | -                   | -                   | -                   | 7     | 7     | 2     |
| Sous-total            | Sous-total                  | Sous-total            | 37          | 14          | 5           | -               | -               | -               | -                 | -                 | -                 | -                              | -                              | -                              | -                              | -                   | -                   | -                   | -                   | 37    | 14    | 5     |
| 2019-2020             | Olympique de Marseille      | Ligue 1               | 9           | 0           | 0           | 3               | 0               | 0               | 1                 | 0                 | 0                 | -                              | -                              | -                              | -                              | -                   | -                   | -                   | -                   | 13    | 0     | 0     |
| 2020-2021             | Olympique de Marseille      | Ligue 1               | 9           | 0           | 0           | -               | -               | -               | -                 | -                 | -                 | C1                             | 4                              | 0                              | 0                              | -                   | -                   | -                   | -                   | 13    | 0     | 0     |
| Sous-total            | Sous-total                  | Sous-total            | 18          | 0           | 0           | 3               | 0               | 0               | 1                 | 0                 | 0                 | -                              | 4                              | 0                              | 0                              | -                   | -                   | -                   | -                   | 26    | 0     | 0     |
| 2020-2021             | Juventus FC rés.            | Serie C               | 16          | 2           | 5           | -               | -               | -               | -                 | -                 | -                 | -                              | -                              | -                              | -                              | PO                  | 1                   | 0                   | 0                   | 17    | 2     | 5     |
| 2021-2022             | Juventus FC rés.            | Serie C               | 25          | 5           | 4           | -               | -               | -               | -                 | -                 | -                 | -                              | -                              | -                              | -                              | CSC (en)            | 1                   | 0                   | 1                   | 26    | 5     | 5     |
| 2022-2023             | Juventus FC rés.            | Serie C               | 4           | 0           | 0           | -               | -               | -               | -                 | -                 | -                 | -                              | -                              | -                              | -                              | CSC                 | 1                   | 0                   | 0                   | 5     | 0     | 0     |
| Sous-total            | Sous-total                  | Sous-total            | 45          | 7           | 9           | -               | -               | -               | -                 | -                 | -                 | -                              | -                              | -                              | -                              | -                   | 3                   | 0                   | 1                   | 48    | 7     | 10    |
| 2020-2021             | Juventus FC                 | Serie A               | 0           | 0           | 0           | 0               | 0               | 0               | -                 | -                 | -                 | -                              | -                              | -                              | -                              | -                   | -                   | -                   | -                   | 0     | 0     | 0     |
| 2021-2022             | Juventus FC                 | Serie A               | 4           | 0           | 0           | 2               | 0               | 0               | -                 | -                 | -                 | -                              | -                              | -                              | -                              | -                   | -                   | -                   | -                   | 6     | 0     | 0     |
| Sous-total            | Sous-total                  | Sous-total            | 4           | 0           | 0           | 2               | 0               | 0               | -                 | -                 | -                 | -                              | -                              | -                              | -                              | -                   | -                   | -                   | -                   | 6     | 0     | 0     |
| 2022-2023             | Dijon FCO (prêt)            | Ligue 2               | 14          | 3           | 0           | -               | -               | -               | -                 | -                 | -                 | -                              | -                              | -                              | -                              | -                   | -                   | -                   | -                   | 14    | 3     | 0     |
| 2023-2024             | Udinese Calcio (prêt)       | Serie A               | 1           | 0           | 0           | 2               | 0               | 0               | -                 | -                 | -                 | -                              | -                              | -                              | -                              | -                   | -                   | -                   | -                   | 3     | 0     | 0     |
| 2023-2024             | Yverdon-Sport FC (prêt)     | Super League          | 17          | 2           | 0           | -               | -               | -               | -                 | -                 | -                 | -                              | -                              | -                              | -                              | -                   | -                   | -                   | -                   | 17    | 2     | 0     |
| 2024-2025             | Yverdon-Sport FC            | Super League          | 34          | 7           | 3           | 3               | 0               | 1               | -                 | -                 | -                 | -                              | -                              | -                              | -                              | -                   | -                   | -                   | -                   | 37    | 7     | 4     |
| 2025-2026             | Yverdon-Sport FC            | Challenge League      | 1           | 0           | 0           | -               | -               | -               | -                 | -                 | -                 | -                              | -                              | -                              | -                              | -                   | -                   | -                   | -                   | 1     | 0     | 0     |
| Sous-total            | Sous-total                  | Sous-total            | 52          | 9           | 3           | 3               | 0               | 1               | -                 | -                 | -                 | -                              | -                              | -                              | -                              | -                   | -                   | -                   | -                   | 55    | 9     | 4     |
| Total sur la carrière | Total sur la carrière       | Total sur la carrière | 171         | 33          | 17          | 10              | 0               | 1               | 1                 | 0                 | 0                 | -                              | 4                              | 0                              | 0                              | -                   | 3                   | 0                   | 1                   | 189   | 33    | 19    |

## Palmarès

### En club
Avec son club formateur de l'Olympique de Marseille, Aké ne remporte pas de titres mais finit vice-champion de France de Ligue 1 en 2020 et figure sur la feuille de match du Trophée des champions la même année, perdu aux dépens du Paris Saint-Germain.
Parti à la Juventus, il ne remporte toujours pas son premier titre mais est sur le banc lors la Supercoupe d'Italie 2021 puis quelques mois plus tard lors de la finale de Coupe d'Italie 2022, toutes les deux perdues contre l'Inter Milan. 